# Memphis nessus
Memphis nessus is een vlinder uit de familie van de Nymphalidae. De wetenschappelijke naam van de soort is, als Nymphalis nessus, voor het eerst geldig gepubliceerd in 1833 door Pierre André Latreille.

## Andere combinaties
- Anaea nessus
- Fountainea nessus